# Phanerotomella subdentata
Phanerotomella subdentata är en stekelart som beskrevs av Granger 1949. Phanerotomella subdentata ingår i släktet Phanerotomella och familjen bracksteklar. Inga underarter finns listade i Catalogue of Life.